# 임성휘
임성휘(1946년 2월 3일 ~ )는 조선민주주의인민공화국의 축구 미드필더이다. 1966 FIFA 월드컵에 참가한 바 있다. 포지션은 레프트 하프였으며 포르투갈과의 경기에서 박승진의 선제골을 어시스트했다. 대니얼 고든 감독의 다큐멘터리 영화 <천리마 축구단>에도 출연했지만 유독 이 사람에게 단독으로 인터뷰를 한 것은 없다.